# Dorfkirche Ruhlsdorf (Strausberg)

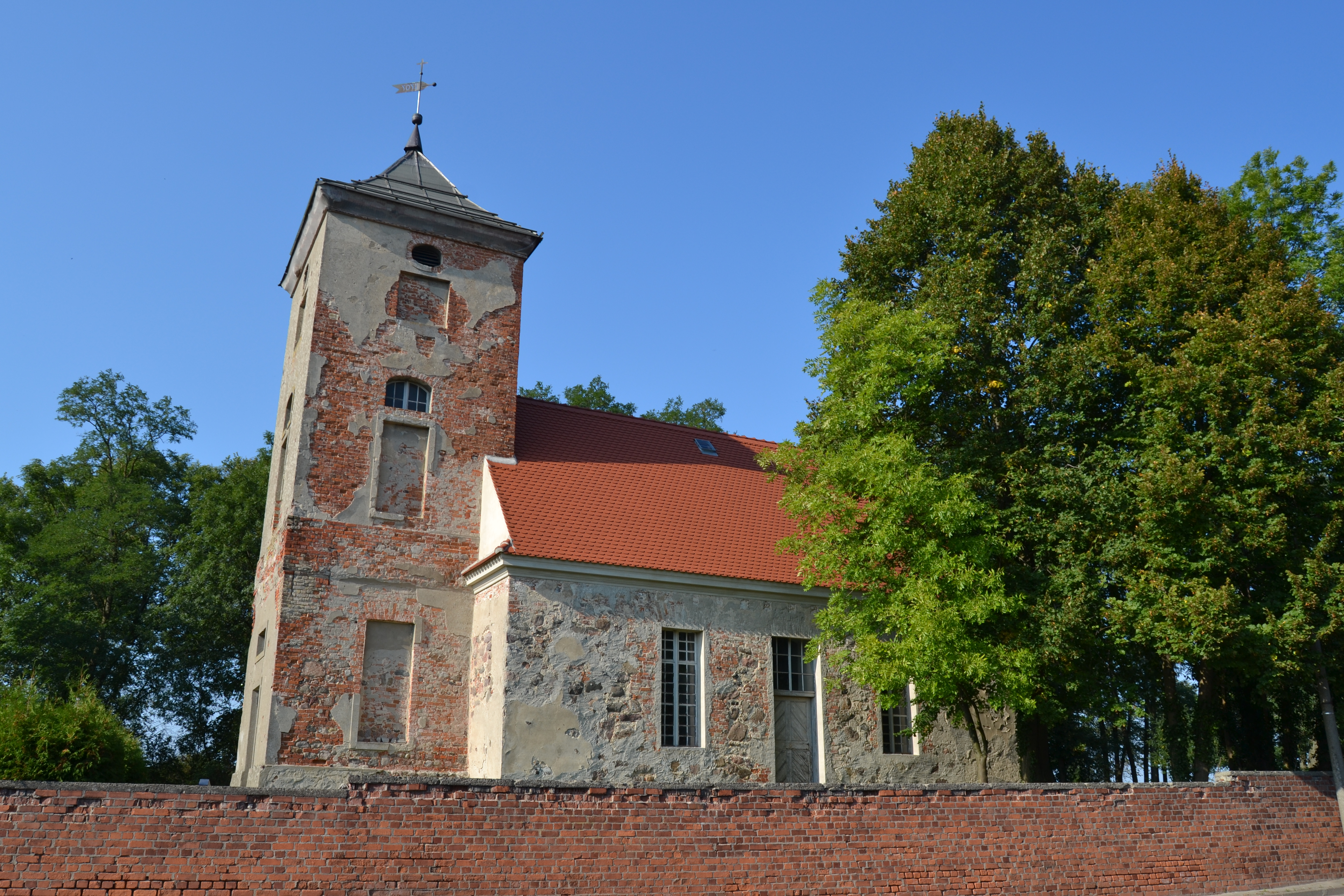
Dorfkirche Ruhlsdorf (Strausberg)

Die evangelische, denkmalgeschützte Dorfkirche Ruhlsdorf steht in Ruhlsdorf, einem Wohnplatz des Ortsteils Hohenstein der Stadt Strausberg im Landkreis Märkisch-Oderland in Brandenburg. Die Kirchengemeinde gehört zum Kirchenkreis Oderland-Spree der Evangelischen Kirche Berlin-Brandenburg-schlesische Oberlausitz.

## Beschreibung
Das Langhaus wurde unter Verwendung mittelalterlicher Reste aus Feldsteinen errichtet. 1707 wurde der quadratische, dreigeschossige Kirchturm aus Backsteinen im Westen angebaut und mit einem Pyramidendach bedeckt. Das Langhaus wurde verputzt. Im Zweiten Weltkrieg wurde die Kirche stark beschädigt, und 1950 begann die seit 2004 von einem Förderverein unterstützte Instandsetzung. Zur Kirchenausstattung gehört ein barocker Kanzelaltar.